# Staurastrum controversum
Staurastrum controversum là một loài Song tinh tảo trong họ Desmidiaceae, thuộc chi Staurastrum.